# Бель-Плейн (Айова)
Бель-Плейн (англ. Belle Plaine) — місто (англ. city) в США, в окрузі Бентон штату Айова. Населення — 2330 осіб (2020).

## Географія
Бель-Плейн розташований за координатами 41°53′41″ пн. ш. 92°16′31″ зх. д. / 41.89472° пн. ш. 92.27528° зх. д. (41.894796, -92.275340).  За даними Бюро перепису населення США в 2010 році місто мало площу 8,37 км², з яких 8,34 км² — суходіл та 0,03 км² — водойми.

## Демографія
Згідно з переписом 2010 року, у місті мешкали 2534 особи в 1101 домогосподарстві у складі 659 родин. Густота населення становила 303 особи/км².  Було 1258 помешкань (150/км²).
Расовий склад населення:
| - 97,8 % — білих - 0,4 % — азіатів - 0,3 % — чорних або афроамериканців |

До двох чи більше рас належало 0,8 %. Частка іспаномовних становила 1,7 % від усіх жителів.
За віковим діапазоном населення розподілялося таким чином: 23,5 % — особи молодші 18 років, 57,4 % — особи у віці 18—64 років, 19,1 % — особи у віці 65 років та старші. Медіана віку мешканця становила 42,8 року. На 100 осіб жіночої статі у місті припадало 95,7 чоловіків;  на 100 жінок у віці від 18 років та старших — 91,2 чоловіків також старших 18 років.
Середній дохід на одне домашнє господарство  становив 52 991 долар США (медіана — 39 732), а середній дохід на одну сім'ю — 68 400 доларів (медіана — 57 431). Медіана доходів становила 47 222 долари для чоловіків та 27 423 долари для жінок. За межею бідності перебувало 20,0 % осіб, у тому числі 40,3 % дітей у віці до 18 років та 8,0 % осіб у віці 65 років та старших.
Цивільне працевлаштоване населення становило 1128 осіб. Основні галузі зайнятості: освіта, охорона здоров'я та соціальна допомога — 25,9 %, виробництво — 21,3 %, роздрібна торгівля — 13,9 %, фінанси, страхування та нерухомість — 8,3 %.